# کولمه‌ها
کولمه‌ها (نام علمی: Rutilus) نام یک سرده از تیره کپورماهیان است.